# Elektrolit
Elektrolit – termin o dwojakim znaczeniu:
1. z chemicznego punktu widzenia, elektrolit definiuje się jako substancję, która po stopieniu lub rozpuszczeniu (zwykle w wodzie, choć rozpuszczalnikiem mogą być też np. ciekły amoniak, ciekły dwutlenek siarki i in.[1]) ulega dysocjacji elektrolitycznej, a powstały roztwór może przewodzić prąd elektryczny[2]; elektrolitami mogą być związki jonowe, jak np. chlorek sodu, NaCl, lub niejonowe, jak np. chlorowodór, HCl lub amoniak, NH
3[1][3][4];
2. z technicznego punktu widzenia, a także potocznie, każda substancja zdolna do jonowego przewodzenia prądu elektrycznego, czyli przekazywania jonowo ładunku między elektrodami. Zgodnie z tym kryterium elektrolitem jest również roztwór przewodzący prąd elektryczny.

Elektrolity w pierwszym znaczeniu są zawsze również elektrolitami w drugim znaczeniu, natomiast elektrolity w drugim znaczeniu nie zawsze są nimi w pierwszym. Wszystkie dzieli się na ciekłe (płynne) i stałe (suche). 
Wodne roztwory soli, kwasów i zasad są przykładami elektrolitów w drugim znaczeniu – dzieli się je na mocne i słabe, w zależności od stopnia dysocjacji:
- elektrolity mocne, całkowicie zdysocjowane na jony: wodorotlenki litowców i berylowców, wyłączając wodorotlenek berylu oraz magnezu; kwasy, na przykład HCl, HI, HBr, H2SO4, HNO3, HClO4; większość nieorganicznych soli rozpuszczalnych w wodzie (sole takie zwykle tworzą kryształy jonowe; wśród wyjątków są sole rtęci – Hg(CN)2, Hg2Cl2 – w których wiązanie metalu z anionem jest w dużym stopniu kowalencyjne)
- elektrolity słabe, tylko częściowo zdysocjowane na jony, między innymi H2S, H2SO3, HNO2, CH3COOH.

Substancje, które w ogóle nie przewodzą prądu, to nieelektrolity. Są to np. rozpuszczalniki organiczne, m.in. etanol i aceton.
Ponadto wyróżnia się elektrolity binarne, które dysocjują na kationy i aniony w takiej samej liczbie.
Innymi przykładami elektrolitów tylko w drugim znaczeniu są:
- porowate gąbki lub materiały ceramiczne nasączone roztworami soli, kwasów i zasad
- usieciowane polimery posiadające kanały jonowe, czyli puste obszary, przez które mogą wędrować swobodne jony
- substancje krystaliczne, w których istnieją kanały jonowe, lub które są zdolne do absorbowania i uwalniania jonów okludowanych w sieci krystalicznej.

W medycynie przez to pojęcie rozumie się zdysocjowane substancje zawarte w płynach ustrojowych lub podawane w płynach infuzyjnych oraz te płyny jako takie.